# Stéphane Braunschweig
Stéphane André Braunschweig, född 5 juli 1964 i Paris, är en fransk teaterregissör.

## Biografi
Efter att ha studerat filosofi vid École normale supérieure de Fontenay-Saint-Cloud i Lyon började Stéphane Braunschweig 1987 treåriga studier i regi vid Théâtre National de Chaillots elevskola under Antoine Vitez. 1988 grundade han sin egen grupp, Théâtre-Machine. Genombrottet kom 1991 när han fick teaterkritikernas pris för trilogin Les Hommes de neige (Woyzeck av Georg Büchner, Tambours dans la nuit (Trummor i natten) av Bertolt Brecht och Don Juan revient de guerre (Don Juan återvänder från kriget) av Ödön von Horváth) på Théâtre de Gennevilliers. 1993-1998 var han konstnärlig ledare för Centre national de création d'Orléans. 2000-2008 var han konstnärlig ledare för Théâtre National de Strasbourg. 2009 började han regissera vid Théâtre national de la Colline i Paris och 2010 blev han teaterns konstnärlige ledare. Han har även gästregisserat hos bland andra Piccolo Teatro i Milano, Bayerisches Staatsschauspiel och Residenztheater i München samt Théâtre des Bouffes-du-Nord, Comédie-Française och Théâtre de l'Odéon i Paris. Hans föreställningar har varit inbjudna till Avignonfestivalen, Festival du Jeune Théâtre d'Alès, Festival d'automne à Paris, Edinburgh International Festival och Ibsenfestivalen, där han 2016 satt i juryn för det Internationella Ibsenpriset. Stéphane Braunschweig är en av de franska regissörer som ligger bakom den norske dramatikern Arne Lygres internationella genombrott. Han har även regisserat opera. Bland utmärkelser han mottagit kan nämnas Arts et Lettres-orden 2014.

## Teater i Sverige

### Regi (ej komplett)
| År   | Produktion                   | Upphovsmän                              | Teater   |
| ---- | ---------------------------- | --------------------------------------- | -------- |
| 2022 | Tid för glädje Tid for glede | Arne Lygre Översättning Marie Lundquist | Dramaten |

### Scenografi (ej komplett)
| År   | Produktion                   | Upphovsmän                              | Regi                  | Teater   |
| ---- | ---------------------------- | --------------------------------------- | --------------------- | -------- |
| 2022 | Tid för glädje Tid for glede | Arne Lygre Översättning Marie Lundquist | Stéphane Braunschweig | Dramaten |